# Büchelstein
Der Büchelstein ist ein 831 m ü. NHN hoher Berg im südlichen Bayerischen Wald nahe dem höheren Brotjacklriegel. 
Seine bewaldeten Hänge überragen den Lallinger Winkel im Osten und die Ortschaft Grattersdorf im Norden. Etwas unterhalb des höchsten Punktes befindet sich ein Aussichtsfelsen mit großem Gipfelkreuz und weitem Panorama über Teile Niederbayerns, bei Föhneinfluss im Herbst sogar bis zur Gipfelkette der Alpen vom Dachstein bis zur Zugspitze. Des Weiteren wurde hier eine Startrampe für Drachenflieger errichtet, die bei entsprechender Thermik starten. Auf den Büchelstein führen mehrere recht kurze Wanderwege von Grattersdorf, Kerschbaum oder Langfurth, außerdem führt der Europäische Fernwanderweg E8 nahe am Aussichtsfelsen vorbei.
Möglicherweise ist der Büchelstein namensgebend für den Pichelsteiner Eintopf. Am 17. Juni 1839 wurde auf Anregung des Grafenauer Landrichters Jakob Strelin hier erstmals das Büchelsteiner Fest gefeiert, das später in Grattersdorf seine Fortsetzung fand.